# Kai Winding
Kai Chresten Winding (18 de Maio de 1922 - 6 de Maio de 1983) foi um popular trombonista e compositor de jazz. Ele é mais conhecido pela colabaração de sucesso com o também trombonista J. J. Johnson.